# Liberty Kid
Liberty Kid es una película estadounidense de 2007 dirigida por Ilya Chaiken.

## Sinopsis
Dos amigos, Derrick y Tico, pierden sus empleos en un puesto de concesión en la Estatua de la Libertad debido al 9/11. Con tal de ganar dinero, se vuelven vendedores de droga y participan en fraudes con seguros. Derrick quiere ir a la universidad y tiene que mantener a sus dos hijos. Cuando se inician las reclutaciones del ejército, Derrick decide unirse a las tropas puesto que le confirman que así obtendrá el dinero para acudir a la universidad y vivir además libre de impuestos. Cuando le platica a su mamá sobre esta decisión, ella dice que está preocupada de que lo manden a la guerra. El reclutador le comenta a éste que su mamá solamente se preocupa porque esa es la naturaleza de toda madre.